# Arciom Rachmanau
Arciom Uładzimirawicz Rachmanau, biał. Арцём Уладзiмiравiч Рахманаў (ur. 10 lipca 1990 w Mińsku, Białoruska SRR) – białoruski piłkarz, grający na pozycji obrońcy.

## Kariera piłkarska

### Kariera klubowa
Wychowanek Szkoły Sportowej FK Mińsk. W 2007 rozpoczął karierę piłkarską w drugiej drużynie FK Mińsk, a w 2008 debiutował w podstawowym składzie. W marcu 2013 przeszedł do Sławii Mozyrz. W styczniu 2014 odszedł do Niomana Grodno. W lutym 2015 przeniósł się do estońskiej Levadii Tallinn. W marcu 2016 został piłkarzem mołdawskiego Milsami Orhei. 13 lipca 2017 został zawodnikiem Czornomorca Odessa. 5 września 2017 kontrakt za obopólną zgodą został anulowany.

### Kariera reprezentacyjna
Od 2009 do 2012 bronił barw młodzieżowej reprezentacji Białorusi.

## Sukcesy i odznaczenia

### Sukcesy piłkarskie
FK Mińsk
- zdobywca Pucharu Białorusi: 2012/13

Levadia Tallinn
- wicemistrz Estonii: 2015

Milsami Orhei
- brązowy medalista Mistrzostw Mołdawii: 2017